# Nikolaj Semënovič Leskov
Nikolaj Semënovič Leskov (in russo: Николай Семёнович Лесков) (Gorochovo, 16 febbraio 1831 – San Pietroburgo, 5 marzo 1895) è stato uno scrittore e giornalista russo.
Nelle sue opere descrisse la realtà sociale dell'impero zarista nella seconda metà del XIX secolo.

## Biografia
Nacque da un impiegato (figlio di un prete) e da una nobile russa il 16 febbraio 1831 a Gorochovo, località sita nel governatorato di Orël. Allevato nella casa dei ricchi zii materni dopo essere rimasto orfano di padre in tenera età, abbandonò a sedici anni la scuola, dopo un iter scolastico caratterizzato da scarso impegno e altrettanto scarso profitto, a causa dell'improvviso impoverimento dei parenti.
Fortemente avverso allo studio sistematico, maturò nel corso degli anni una accentuata ostilità verso l'ambiente intellettuale. Lavorò dapprima come copista nel tribunale di Orël con la qualifica di aiuto cancelliere, in seguito passò a Kiev nell'amministrazione delle finanze e, grazie all'esperienza conseguita nei suoi viaggi attraverso la provincia russa, nel 1860 scrisse alcuni brevi saggi di critica sociale (sull'alto prezzo del Vangelo, sull'alcolismo, sulla polizia, ecc..).
Nel 1861 si trasferì a Pietroburgo dove divenne collaboratore di varie riviste di divulgazione popolare. Nel 1862, dopo che numerosi incendi erano scoppiati in varie parti della città, scrisse un articolo nel quale alluse ad una presunta colpevolezza degli studenti nichilisti. Ciò gli alienò il favore dei circoli di avanguardia progressisti della capitale, che lo accusarono di essere al soldo della polizia.
L'articolo da lui scritto e le sue prime opere furono infatti interpretate univocamente come conservatrici e filo-ortodosse; ciò gli valse la benevolenza degli ambienti aristocratici e della corte, dai quali Leskov ottenne una sinecura al Ministero dell'Istruzione e, successivamente, un impiego nel consiglio pedagogico. Ritiratosi in pensione, morì di infarto il 5 marzo 1895 a Pietroburgo.

## Analisi

### Prosa

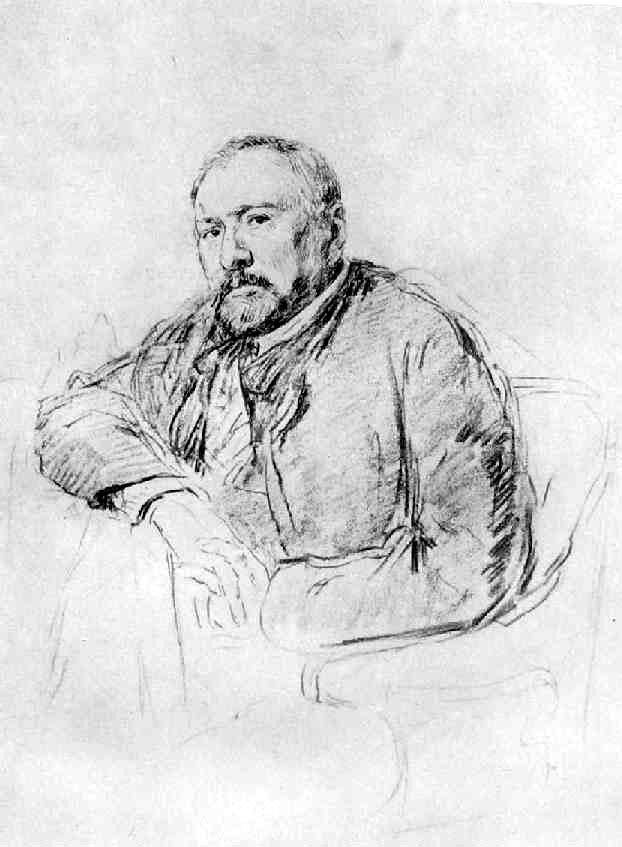
Leskov ritratto da Repin

La grande peculiarità della prosa di Leskov risiede senza dubbio nell'uso dei dialoghi che seguono la tecnica dello skaz, discorsi diretti improvvisati conditi con volute sciatterie e contaminati da linguaggio popolare e gerghi professionali, che dava a questa una genuina immediatezza. L'autore infatti fa derivare le proprie opere direttamente dalla tradizione orale e come tale, cerca di tenere vivo l'interesse dei lettori con continui scambi di battute in prima persona.
La sua abilità in tale metodo gli valse l'elogio di Gor'kij, che lo definì "il mago della parola". Risentono tuttavia di questa impostazione le descrizioni dei personaggi che riescono vivi e formati solo quando l'autore ce li presenta nella loro immediatezza, senza un piano prestabilito e senza tener conto dello sviluppo futuro del racconto: in particolare le figure degli intellettuali risultano piatte, monodimensionali anche perché Leskov, non frequentandoli, non riesce a descriverli compiutamente.
Pur iniziando la sua carriera letteraria con articoli e romanzi in cui espone le sue tesi politiche e sociali, la sua produzione migliore fu senza dubbio quella che ha per oggetto la povera vita degli abitanti della provincia russa. Infatti, quando descrive i soggetti dello strato popolare che fanno da sfondo alla narrazione (contadini, vagabondi, prostitute, preti e mercanti), Leskov, al pari di Turgenev, sfugge dall'atteggiamento esteriore di pietà aristocratica tipica della contemporanea produzione letteraria umanitaria, per tentare di recuperare dall'interno, attraverso le sue strutture di pensiero e di linguaggio, il materiale umano dei suoi racconti. Ispirò numerosi scrittori, tra i quali si può citare Gusev-Orenburgskij.

### Poetica
Leskov è uno scrittore che difende i valori ortodossi, e questo caratterizzò la sua fortuna a livello sociale; ma è anche uno scrittore che, nel corso della sua esperienza artistica, scopre di non volersi piegare alla religione del suo tempo, che ritiene immeschinita e imborghesita, puntando bensì a una religiosità di tipo eroico, quella degli eroi popolari cantati nelle "byliny".
E da ciò sorge la consapevolezza che i tempi non la consentono più, che chiunque si batta per questi è destinato a una figura donchisciottesca che ha fatto, insieme alla forma diretta e immediata della sua scrittura, la fortuna dell'autore nella Russia ottocentesca.

## Opere principali
- 1863 - Il pecorone (Овцебык)
  - trad. Margherita Silvestri-Lapenna, in La donna bellicosa, Torino: Slavia, 1929
  - trad. Bruno Del Re e Ettore Lo Gatto, Milano: Bompiani, 1965
  - trad. Piero Cazzola, Torino: Frassinelli, 1946; Milano: La vita felice, 1996
- 1864 - Non c'è via d'uscita (Некуда)
- 1865 - Una Lady Macbeth del distretto di Mcensk (Леди Макбет Мценского уезда)
  - trad. Anjuta Gancikov Chapperon e Piero Cazzola, in Novelle, Torino: Utet, 1969
  - trad. Vittoria De Gavardo, Firenze: Passigli, 1987
  - trad. Laura Brandolini, Milano: Polena, 1989
  - trad. Margherita Crepax, Milano: Anabasi, 1994
  - trad. Rosa Molteni Grieco, Nardò: Besa, 2007
- 1866 - Gli isolani (Островитяне)
  - trad. Piero Cazzola, Bologna: CLUEB, 1986
- 1868] - La donna bellicosa (Воительница)
  - trad. Margherita Silvestri- Lapenna, Torino: Slavia, 1929
  - trad. Giulia Baselica, Latina: L'argonauta, 1998
- 1869 - Tempi antichi nel villaggio di Plodomasovo (Старые годы в селе Плодомасове)
  - trad. Margherita Silvestri-Lapenna, Lanciano: Carabba, 1930
- 1871 - Ai ferri corti (На ножах)
- 1872 - I parrocchiani o Coloro che attendono il moto delle acque o 
  - I preti di Stàrgorod. Cronaca, trad. Sergio Molinari, Milano: BUR-Rizzoli, 1962
  - I preti della cattedrale, trad. Luigi Vittorio Nadai, Milano: Frassinelli, 1998
  - I preti di Stargorod, trad. Ettore Lo Gatto, Roma: Castelvecchi, 2016
- 1873 - Il viaggiatore incantato (Очарованный странник)
  - trad. Domenico Ciampoli, 1898
  - trad. Bruno Del Re, Milano: Bompiani, 1942
  - trad. Tommaso Landolfi, Torino: Einaudi, 1967; poi Milano: Adelphi, 1994
  - trad. Anjuta Gancikov Chapperon e Piero Cazzola, in Novelle, Torino: Utet, 1969
  - trad. Ettore Lo Gatto, in Romanzi e racconti, Milano: Mursia, 1961; poi da solo Milano: Garzanti, 1973; poi in Carlo Ossola (a cura di), Gli angeli custodi, Torino: Einaudi, 2004
  - trad. Luigi Vittorio Nadai, Milano: Garzanti, 1996
  - trad. Danilo Cavalon, Roma: La Repubblica, 2004
  - trad. Bruno Osimo, Milano: Bruno Osimo, 2020
- 1873 - L'angelo sigillato (Запечатленный ангел)
  - trad. Bruno Del Re e Ettore Lo Gatto, Milano: Bompiani, 1961
  - trad. Anjuta Gancikov Chapperon e Piero Cazzola, in Novelle, Torino: Utet, 1969
  - trad. Ettore Lo Gatto, Milano, Garzanti, 1973
  - trad. Sergio Rapetti, Gardolo di Trento: Reverdito, 1988
  - trad. Luigi Vittorio Nadai, Milano: Garzanti, 1996
  - trad. Bruno Osimo, Milano: Mondadori, 1999
  - trad. Bruno Osimo, in L’angelo sigillato. L’ebreo in Russia, Milano: Bruno Osimo, 2020.
- 1874 - Una famiglia decaduta (Захудалый род)
  - trad. Dante Di Sarra e Leo Longanesi, Milano: Longanesi, 1946
  - trad. Flavia Sigona, Roma: Fazi, 1996
- 1875 - Agli estremi limiti del mondo (На краю света)
  - con il monastero dei cadetti, Roma: Coletti, 1988
- 1877 - Il pope non battezzato (un avvenimento incredibile) (Некрещеный поп)
  - a cura di Janna Petrova e Alberto Meschiari, Latina: L'argonauta, 1993
- 1878 - Le piccolezze della vita episcopale (Мелочи архиерейской жизни)
- 1879 - Sceramúr, il folle per amor del ventre (Шерамур)
  - trad. Alfredo Polledro, in Il brigante di Ascalona, Lanciano: Carabba, 1927
- 1880 - Le montagne
- 1880 - Golovan l'immortale (Несмертельный Голован)
  - trad. Claudia Piovene Cevese, Milano: Tranchida, 1993
- 1880 - Il brigante d'Ascalona (un avvenimento nel carcere di Erode)
  - trad. Alfredo Polledro, Lanciano: Carabba, 1927
- 1880 - Gli stratagemmi degli ebrei (Жидовская кувырколлегия)
- 1881 - Lo spirito di Mme de Genlis (Дух госпожи Жанлис)
  - trad. Francesco Fantasia in Lo scacciadiavoli, Roma: Lucarini, 1988
- 1881 - Il mancino (storia del fabbro mancino e strabico di Tula e della pulce d'acciaio) (Левша)
  - trad. Piero Cazzola, Torino: Frassinelli, 1946; poi Torino: Paravia, 1961
  - trad. Anjuta Gancikov Chapperon e Piero Cazzola, in Novelle, Torino: Utet, 1969
  - trad. [Bruno Osimo], in Il pellegrino incantato Il mancino, Milano: Bruno Osimo, 2020
- 1882 - Un fantasma nel castello degli ingegneri (Привидение в Инженерном замке)
  - trad. Francesco Fantasia in Lo scacciadiavoli, Roma: Lucarini, 1988
  - trad. Giovanna Zucconi, Latina: L'Argonauta, 1996

- 1883 - La belva (Зверь)
  - trad. Piero Cazzola, Torino: Frassinelli, 1946; poi Milano: La vita felice, 1996
  - trad. Ettore Lo Gatto, in Il viaggiatore incantato, Milano: Bompiani, 1965
- 1883 - Il vero artista o L'artista del toupet (Тупейный художник)
  - trad. Margherita Silvestri-Lapenna, in La donna bellicosa, Torino: Slavia, 1929
  - trad. Lia Sellerio Domenici, Palermo: Sellerio, 1983
- 1884 - L'ebreo in Russia (Еврей в России)
  - trad. Bruno Osimo, in L'angelo suggellato, Milano: Mondadori, 1999
  - trad. Bruno Osimo, in L’angelo sigillato. L’ebreo in Russia, Milano: Bruno Osimo, 2020.
- 1887 - L'uomo sugli orologi (Человек на часах)
- 1887 - Gli apocrifi della vita
- 1887 - La rapina (Грабеж)
  - trad. Piero Cazzola, Torino: Utet, 1985
- 1888 - La bella Aza (Прекрасная Аза)
- 1889 - Figura (Фигура)
- 1891 - Lo stupidello
  - trad. Ettore Lo Gatto, in Romanzi e racconti, Milano: Mursia, 1961; poi in Carlo Ossola (a cura di), Gli angeli custodi, Torino: Einaudi, 2004
- 1894 - Il nascondiglio delle lepri (Заячий ремиз)
- I racconti dei "giusti", trad. Piero Cazzola, Torino: Utet, 1981; Milano: TEA, 1988
- Il segreto dell'alfiere, trad. Giorgio Lussi e Alfredo Pitta, Milano: Sonzogno, 1933
- Il meglio, trad. Dante Sarra, Leo Longanesi, Vittoria De Gavardo, Milano: Longanesi, 1953
- Romanzi e racconti, a cura di Ettore Lo Gatto, Milano: Mursia, 1961
- Tre giusti, trad. Paolo Nori, Milano: Marcos y Marcos, 2016